# Аксел Бакунц
Аксел Бакунц (на арменски: Ակսել Բակունց) е известен арменски писател, драматург и сценарист. Основна тема в произведенията му е животът на арменското село, душевния мир на селянина. Той е един от ненадминатите майстори на разкази в арменската литература. Написал е сценарии за филми като „Детето на слънцето“, „Под черната черница“, „Преди изгрев слънце“ и други.

## Биография
Аксел Бакунц е роден на 1 юни 1899 година в Горис, Армения (тогава в състава на Руската империя), в многодетно семейство. Родителите му са земеделци и малкият Сантрин (така са наричали малкия Бакунц) с дни обикаля планината заедно с баща си и се възхищава на красивата природа на Зангезур. Началното си образование получава в родния си град. От 1910 години учи в Ечмиадзинската духовна академия. През 1913 година в детското издание „Ахпюр“ отпечатва първите си творби „Химар мартъ“ и се подписва с псевдонима Ашагерд. През 1915 – 1916 година е преподавател в село Лор. През 1917 – 1918 година участва като доброволец в битките при Гарин, Ерзерум, Мамахапун и Сардарабад.
В периода 1920 – 1923 година учи в селскостопанския институт на Харков. След това се завръща в Армения. Работи като агроном, но същевременно изнася лекции в селскостопанските университети в Тифлис и в Харков. В този период пише много разкази – „Алпийска теменужка“, „Писмо до руския цар“ и други. 1936 година „Арменфилм“ снима филм по негово произведение „Зангезур“.
На 9 август 1936 година по политически обвинения Аксел е арестуван. На 8 юли 1937 година е застрелян на възвишенията на „Дзидзернагаперт“ заради антисъветска дейност.
През 1955 г. е реабилитиран посмъртно поради липса на престъпление. През 1957 г. в дома му в Горис, където израства, е открит музей в негова памет.

## Творби
- „Химар мартъ“ – 1913 година
- „Алпийска теменужка“
- „Писмо до руския цар“
- „Белият кон“
- „Смирената девойка“
- „Зангезур“ – сценарий за филм
- „Детето на слънцето“
- „Преди изгрев слънце“
- „Под черната черница“
- „Този зелен – червен свят“